# Abolboda
Abolboda là một chi thực vật có hoa trong họ Xyridaceae.

## Danh sách loài
- Abolboda abbreviata Malme
- Abolboda acaulis Maguire
- Abolboda acicularis Idrobo & L.B.Sm.
- Abolboda americana (Aubl.) Lanj.
Abolboda aubletii Kunth (đồng nghĩa của Abolboda americana)
Abolboda poeppigii Kunth (đồng nghĩa của Abolboda americana)
Abolboda imberbis Kunth (đồng nghĩa của Abolboda americana)
Abolboda inermis Link ex Steud. (đồng nghĩa của Abolboda americana)
- Abolboda bella Maguire
- Abolboda ciliata Maguire & Wurdack
- Abolboda dunstervillei Maguire ex Kral
- Abolboda ebracteata Maguire & Wurdack
- Abolboda egleri L.B.Sm. & Downs
- Abolboda excelsa Malme
- Abolboda glomerata Maguire
- Abolboda grandis Griseb.
Abolboda gleasoniana Steyerm. (đồng nghĩa của Abolboda grandis var. rigida)
- Abolboda killipii Lasser
Abolboda psammophila Maguire (đồng nghĩa của Abolboda killipii)
- Abolboda linearifolia Maguire
- Abolboda macrostachya Spruce ex Malme
Abolboda rigida (đồng nghĩa của Abolboda macrostachya var. robustior)
- Abolboda minima Maguire
- Abolboda neblinae Maguire
- Abolboda paniculata Maguire
- Abolboda pervaginata Maguire
- Abolboda poarchon Seub.
Abolboda chapadensis Hoehne (đồng nghĩa của Abolboda poarchon)
- Abolboda pulchella Humb. & Bonpl.
Abolboda brasiliensis Kunth (đồng nghĩa của Abolboda pulchella)
Abolboda gracilis Huber (đồng nghĩa của Abolboda pulchella)
Abolboda longifolia Malme (đồng nghĩa của Abolboda pulchella)
Abolboda vaginata Alb.Nillson (đồng nghĩa của Abolboda pulchella)
- Abolboda scabrida Kral
- Abolboda sprucei Malme 
Abolboda schultesii Idrobo & L.B.Sm. (đồng nghĩa của Abolboda sprucei)
- Abolboda uniflora Maguire

khác
- Abolboda ptaritepuiana Steyerm. (đồng nghĩa của Orectanthe ptaritepuiana)
- Abolboda sceptrum Oliv. (đồng nghĩa của Orectanthe sceptrum)

## Hình ảnh

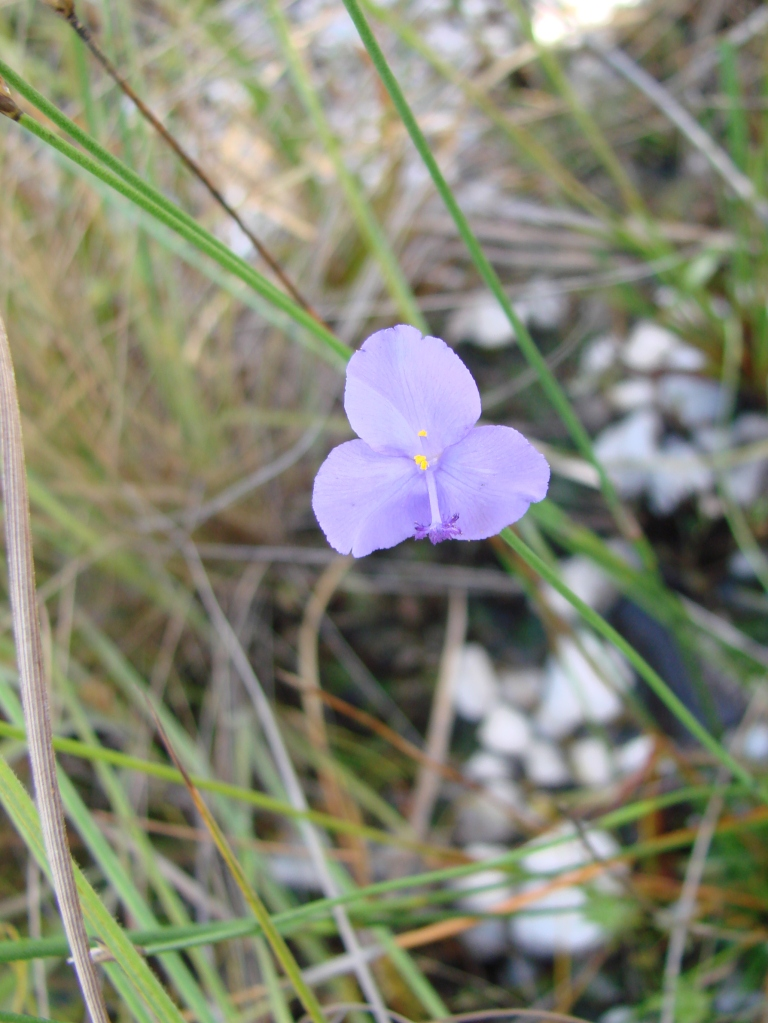